# Pieksämäki
Pieksämäki è una città finlandese di 17 077 abitanti, situata nella regione del Savo Meridionale.

## Sport
In questa città si è svolta la fase finale della CEV Champions League dell'edizione 1976-1977.

## Amministrazione

### Gemellaggi
- Gyöngyös